# بيتي براينت
بيتي براينت (بالإنجليزية: Betty Bryant)‏ هي فاعلة خير وممثلة أسترالية، ولدت في 27 يونيو 1920 في برستل في المملكة المتحدة، وتوفيت في 3 أكتوبر 2005 في سياتل في الولايات المتحدة.

## وصلات خارجية
- بيتي براينت على موقع IMDb (الإنجليزية)
- بيتي براينت على موقع قاعدة بيانات الفيلم (الإنجليزية)